# Hospital de Vila Franca de Xira
O Hospital de Vila Franca de Xira (HVFX), é um hospital geral e polivalente que integra desde 2024 a Unidade Local de Saúde do Estuário do Tejo  (ULS Estuário do Tejo), que por sua vez pertence ao Serviço Nacional de Saúde (SNS).
O hospital fica localizado nos Povos, da freguesia de Vila Franca de Xira, no município de Vila Franca de Xira, e foi inaugurado a 28 de março de 2013.

## História
A sua construção e operação obedeceu a um sistema de parceria público-privada: a construção ficou a cargo de um consórcio liderado pela Somague, enquanto que a operação passou a ser assegurada pelo Grupo José de Mello Saúde. O novo hospital veio substituir as antigas instalações do Hospital Reynaldo dos Santos, inaugurado em 1951.
A sua abertura deu-se a 28 de março de 2013, sendo que a transferência se prolongou até 3 de abril de 2013, data em que se concluiu a transferência dos serviços de Obstetrícia, Bloco de Partos e Neonatologia e do serviço de Urgências do antigo Hospital Reynaldo dos Santos. Para além do concelho de Vila Franca de Xira, a área de influência do hospital abrange Alenquer, Arruda dos Vinhos, Azambuja e Benavente e serve cerca de 250 000 pessoas.
Em 31 de maio de 2021 terminou a parceria público-privada (PPP), dando lugar a uma entidade pública empresarial.
O hospital emprega cerca de 900 profissionais de saúde e conta com 280 quartos, 9 salas de bloco operatório, 6 salas de parto e uma de cesariana e 33 gabinetes de consulta. Com as novas instalações, passou a dispor das especialidades de hemodiálise, infeciologia e psiquiatria.